# Las Vega's
Las Vega's est une telenovela chilienne diffusée en 2013 par Canal 13.

## Distribution

### Acteurs principaux
- Francisca Imboden : Verónica Díaz
- Julio Milostich : Álvaro Sandoval
- Lorena Bosch : Mariana Vega
- Cristián Arriagada : Pedro Vargas
- María José Bello : Antonia Vega
- Álvaro Gómez : Robinson Martínez
- Josefina Montané : Camila Vega
- Mario Horton : Vicente Acuña
- Catalina Guerra : Rocío Muñoz
- Cristián Campos : José Luis Bravo
- Katty Kowaleczko : Teresa Acuña
- Pablo Macaya : Mauro Durán
- Héctor Morales : Benjamín Ossandón
- Claudio Arredondo : Germán Soto
- Verónica Soffia : Natalia Silva
- Pablo Schwarz : Boris Vallejos
- Paula Sharim : Magdalena Gutiérrez
- Paulo Brunetti : Javier Riesco
- Antonella Orsini : Lorena Bravo
- Cristóbal Tapia-Montt : Carlitos Vega
- Ignacio Garmendia : Juan Pablo Vallejos
- Martín Castillo : Renzo Zapata
- Fedra Vergara : Belén

### Participations spéciales
- Alejandro Trejo : Carlos Vega
- Ramón Farías : Hernán
- Sandra O'Ryan : Fernanda
- Felipe Ríos : Saúl
- Noelia Arias : Roxana
- Verónica González : Luisa
- Dominique Gallego : Cameo

## Diffusion internationale
| Pays ou Région | Chaîne         | Titre      | Série première |
| -------------- | -------------- | ---------- | -------------- |
| Chili          | Canal 13       | Las Vega's | 17 mars 2013   |
| Chili          | Rec TV         | Las Vega's | 1er avril 2014 |
| Équateur       | Telerama       | Las Vega's | juillet 2013   |
| Venezuela      | Televen        | Las Vega's | 2014           |
| Afrique du Sud | Star Novela E1 | Las Vega's | juin 2014      |

## Versions
- Las Bravo (TV Azteca, 2014)
- Las Vega's (RCN Televisión, 2016-2017)